# Micrutalis malleifera
Micrutalis malleifera är en insektsart som beskrevs av Fowler. Micrutalis malleifera ingår i släktet Micrutalis och familjen hornstritar. Inga underarter finns listade i Catalogue of Life.